# 심부주

심부 주의 깃발

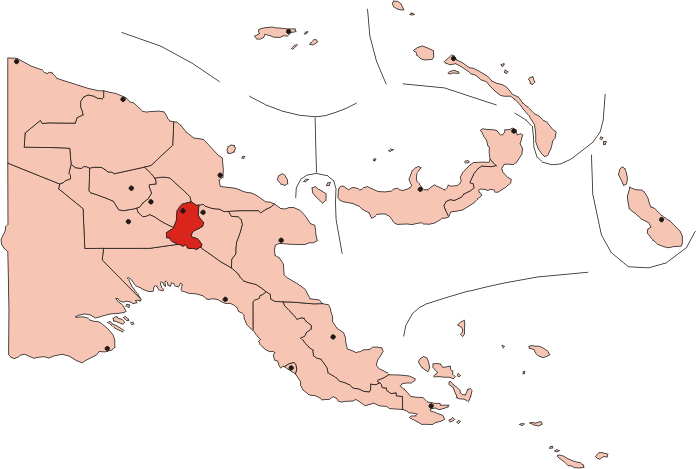
심부 주

심부주(Simbu)는 파푸아뉴기니 고지대에 위치한 주로 과거 침부 주(Chimbu)로 알려진 주이다. 주도는 쿤디아와이며 면적은 6,100km2, 인구는 259,703명(2000년)이다. 파푸아뉴기니에서 가장 높은 산인 윌헬름 산은 심부 주의 경계 지대에 위치한다.

## 지리
"심부"라는 이름은 현지어로 "감사합니다"라는 뜻을 가진 단어인 "시푸"(Sipuuuu)에서 유래된 이름이다. 중부 고원 지대와 파푸아뉴기니의 중부 지대에 위치해 있으며 웨스턴하일랜즈 주, 이스턴하일랜즈 주, 서던하일랜즈 주, 걸프 주, 마당 주와 접한다. 주요 생산물은 커피이지만 천연 자원이 부족하고 거의 전체가 고산 지대로 이루어져 있어 발전이 늦은 상태이다.
심부 주는 6개 군으로 나뉜다:
- 케로와기
- 쿤디아와/겜보그
- 시네시네/용구묵
- 추아베
- 구미네
- 카리무이/노마네

## 교육
심부 주는 천연 자원이 부족하기 때문에 교육 분야에 투자했고 우수한 인재들을 길러냈다. 심부 주에는 콘디우 로사리, 야우웨 모세스, 케로와기 세 곳에 고등 교육 기관이 존재한다.